# Sokokepieper
De sokokepieper  (Anthus sokokensis) is een soort zangvogel uit de familie piepers en kwikstaarten van het geslacht Anthus. Het is een bedreigde vogelsoort in Kenia en Tanzania.

## Kenmerken
De vogel is 12 cm lang, het is een relatief kleine soort pieper. Van onder is de vogel roomkleurig met duidelijke, zwarte strepen. Van boven is de vogel vaalbruin met duidelijke, donkere strepen. De poten zijn licht vleeskleurig, bijna wit.

## Verspreiding en leefgebied
Deze soort komt voor in oostelijk Kenia en noordoostelijk Tanzania. De leefgebieden liggen in Brachystegia-bossen.

## Status
De sokokepieper heeft een beperkt verspreidingsgebied en daardoor is de kans op uitsterven aanwezig. De grootte van de populatie werd in 2016 door BirdLife International geschat op 1600 tot 3400 volwassen individuen en de populatie-aantallen nemen af door habitatverlies. Het leefgebied wordt aangetast door ontbossing waarbij natuurlijk bos wordt omgezet in gebied voor agrarisch gebruik. Om deze redenen staat deze soort als bedreigd op de Rode Lijst van de IUCN.